# Sainte-Marthe (Adelsgeschlecht)
Die Familie Sainte-Marthe stammte aus dem niederen Adel des Poitou. Ihre Angehörigen standen in königlichen Diensten, stellten mehrere Bürgermeister von Poitiers, vor allem aber eine Reihe von Gelehrten, die insbesondere bei der Abfassung der Gallia Christiana eine herausragende Rolle spielten.

## Stammliste
1. Louis (I.) de Sainte-Marthe (* 1445; † 1535) ⚭ Marie du Treuil
2. Gaucher de Sainte-Marthe (* um 1471; † 1535), Seigneur de Villedan, de La Rivière, de Lemé et de Chapeau, Arzt des Königs Franz I; ⚭ Marie Marquet
  1. Louis (II.) de Sainte-Marthe (* 1509 Fontevraud-l’Abbaye; † 30. September 1566 Paris), Seigneur de Chapeau et de La Rivière; ⚭ Nicole Le Fèvre de Bizay, Tochter von NN Le Fèvre de Bizay und Mathurine Berthelot
    1. Louis (III.) de Sainte-Marthe († April 1610), Jurist, Seigneur de Boisvre, Bürgermeister von Poitiers (1583–1584), Generalleutnant der Sénéchaussée Poitiers; ⚭ Claude Grignon de La Pélissoniére
      1. Nicolas de Sainte-Marthe (getauft 25. Juni 1579 Poitiers; † 6. Februar 1645 Saint-Cybard, Seigneur de Fresne d’Anthon, de Boivre et de Marigny, Conseiller au Parlement de Paris, Bürgermeister von Poitiers 1613–1614; ⚭ I Rachel Vernon, ⚭ II Urbaine de Launay († 4. Juli 1656)
        1. Marie Urbaine de Sainte-Marthe; ⚭ 10. November 1652 Louis François Le Févre de Caumartin (* 1624; † 3. März-1687), Seigneur de Caumartin

      2. Catherine de Sainte-Marthe ⚭ um 1605 Poitiers Mathieu Barbarin († 12. März 1638 im Hôtel Barbarin, Poitiers), Bürgermeister von Poitiers
      3. René de Sainte-Marthe (* 1587; † 1632), Seigneur de La Lande ⚭ Marguerite Razin
        1. Antoine André de Sainte-Marthe (* 1613 Château de Braslou; † 12. August 1679 Fort-de-France, Martinique); ⚭ Marguerite Ested
          1. Pierre de Sainte-Marthe (* 1648 London; † 1692 Château de Bellefontaine, Mortain), Gouverneur von Grenada 1675, königlicher Leutnant von Guadeloupe 1679, Gouverneur von Guayana 1684; ⚭ 14. Januar 1688 Marie Renée de Rosmadec de Molac, Tochter von Sébastien, Baron de Molac, Marquis de Rosmadec, und Renée de Kerhoant

      4. Georges de Sainte-Marthe

    2. Gaucher (II.), genannt Scévole (I.) de Sainte-Marthe (* 2. Februar 1536; † 29. März 1623), Bürgermeister von Poitiers 1579–1580 und 1601–1602, Dichter
      1. Abel de Sainte-Marthe
      2. Scévole (II.) de Sainte-Marthe (* 20. Dezember 1571 Loudun; † 7. September 1650), 1620 königlicher Historiograph, Autor der Histoire généalogique de la Maison de France, Mitarbeiter bei der Archiepiscoporum et episcoporum Galliæ chronologica historia und der Gallia Christiana
        1. Pierre Scévole de Sainte-Marthe (* 1618; † 1690), Staatsrat und königlicher Historiograph, Mitherausgeber der ersten Gallia Christiana
        2. Abel Louis de Sainte-Marthe (* 1621; † 1697), 1669 Generalsuperior der Oratorianer, Mitherausgeber der ersten Gallia Christiana
        3. Nicolas Charles de Sainte-Marthe (* 1623; † 1663), Prior von Claunay, Mitherausgeber der ersten Gallia Christiana

      3. Louis (IV.) de Sainte-Marthe (* 20. Dezember 1571 Loudun; † 1656), 1620 königlicher Historiograph, Autor der Histoire généalogique de la Maison de France, Mitarbeiter bei der Archiepiscoporum et episcoporum Galliæ chronologica historia und der Gallia Christiana

  2. Charles de Sainte-Marthe (* 1512 Fontrevaud-l’Abbaye; † 1555 Alençon), Theologe, Humanist, Dichter
  3. Jacques de Sainte-Marthe (* 1517; † 1587) ⚭ Renée Le Proust
    1. François de Sainte-Marthe (* 1571; † 6. Januar 1641), Seigneur de Chandoiseau[1] et de La Barre, Chef de Conseil des Kardinals Richelieu; ⚭ Marie Frubert
      1. François de Sainte-Marthe (* 1616; † vor 1696), Seigneur de Chandoiseau, Bailli von Loudun; ⚭ Marie Camus
        1. Marie de Sainte-Marthe (* 1642); ⚭ 21. August 1659 Loudun) Jacques Grimouard, Seigneur du Péré
        2. Denis de  Sainte-Marthe (* 24. Mai 1650; † 30. März-1725 Paris), Benediktiner der Congrégation de Saint-Maur, Herausgeber der Gallia Christiana
        3. Élisabeth de Sainte-Marthe; ⚭ 5. März 1696 Prosper d’Anthénaise (* 19. März 1668; † 23. Januar 1716), Seigneur de La Rallière